# Mörk elminia
Mörk elminia (Elminia nigromitrata) är en afrikansk fågel i familjen feflugsnappare inom ordningen tättingar.

## Utseende och läten
Mörk elminia är en liten (11 cm), skiffergrå flugsnapparliknande fågel med helmörk, avsmalnad stjärt och svart hjässa. Mörk buk skiljer den från vitbukig elminia, som dessutom förekommer på högre nivåer. Honan är mattare i färgerna, medan ungfågeln är något brunare på vingarna. Fågeln är tystlåten bortsett från raspiga kontaktläten, men en varierad sång innehållande härmningar hörs ibland.

## Utbredning och systematik
Mörk elminia delas in i två underarter med följande utbredning:
- Elminia nigromitrata colstoni – förekommer från Liberia till Nigeria
- Elminia nigromitrata nigromitrata – förekommer från Kamerun och Gabon österut tvärs över Demokratiska republiken Kongo till södra Centralafrikanska republiken, södra Sydsudan, Uganda och västra Kenya

### Familjetillhörighet
Elminiorna fördes tidigare till familjen monarker, men DNA-studier visar att de tillhör en liten grupp tättingar som troligen är avlägset släkt med bland annat mesar. Dessa har nyligen urskiljts till den egna familjen Stenostiridae.

## Levnadssätt
Mörk elminia hittas i undervegetation i skogsområden, ofta nära vattendrag och i träskskog. Den påträffas ofta i par födosökande lågt i vegetationen, men är inte tillbakadragen. Födan består mestadels av små ryggradslösa djur som flugor, kackerlackor och gräshoppor.

## Status och hot
Arten har ett stort utbredningsområde och en stor population, men tros minska i antal till följd av habitatförstörelse, dock inte tillräckligt kraftigt för att den ska betraktas som hotad. Internationella naturvårdsunionen IUCN kategoriserar därför arten som livskraftig (LC). Världspopulationen har inte uppskattats men den beskrivs som ovanlig till frekvent förekommande.

## Namn
Det vetenskapliga tillika svenska släktesnamnet kommer av St Georges d’Elmina, en hamn i Nederländska Guldkusten, idag Ghana.